# 앨프리드 러셀 월리스
앨프리드 러셀 월리스(Alfred Russel Wallace, OM, FRS, 1823년 1월 8일~1913년 11월 7일)는 영국의 자연주의자, 탐험가, 지리학자, 인류학자이자 생물학자이다. 찰스 다윈과 독립적으로 자연선택을 통한 진화의 개념을 만들었다. 이는 찰스 다윈의 종의 기원 출판을 앞당기는데 역할을 하였다.
그는 아마존강 유역과 말레이 군도에서 답사연구를 했으며 아시아에서 오세아니아에 걸쳐진 동물군의 단절현상이 나타나는 월리스 선을 발견하였다. 그의 가장 잘 알려진 연구는 독자적으로 제안된 자연선택이다. 그는 동물의 경계색과 종의 분리를 설명하는 월리스 효과 등을 발달시켜 19세기 동안 진화론의 발달에 큰 기여를 하였다. 그는 이러한 동물 종의 분포와 지리학의 연관 연구에 대한 기여로 "생물지리학의 아버지"로 불렸다.
월리스는 19세기의 선도적인 진화론적 사상가 중 한 사람으로 자연 선택의 공동 발견자가 된 것 외에도 진화론의 발전에 많은 공헌을 했다. 월리스의 1904년 책 우주에서 인간의 위치는 다른 행성에 생명체가 존재할 가능성을 평가하기 위한 생물학자의 첫 번째 진지한 시도였다. 그는 또한 화성에 생명체가 있는지 여부에 대한 진지한 탐구를 저술한 최초의 과학자 중 한 명이었다.

## 생애

### 초기
월리스는 영국 웨일즈 한복판의 어스크 근처 리안바독 마을에서 태어났다. 그는 토마스 베레 월리스와 매리 앤 그린넬의 7번째 자식이었다. 그의 어머니는 허트포드의 중류층이었으며 아버지 월리스는 스코틀랜드 출신의 지방으로 13세기에 독립운동을 했던 윌리엄 월리스의 후손이다.
집안은 물려받은 재산이 약간 있었으나 투자 실패와 관리 부실로 안 좋은 편이었다. 그가 5살이 되었을 때 가족은 런던 북부의 해안으로 이사하였으며 거기서 허트포드 초등학교를 1836년 가정형편으로 그만둘 때까지 다녔다. 그 후 런던으로 이사해서 형인 존과 함께 살게되었으며 큰형인 윌리엄의 소개로 측량사 보조로 일했다. 그는 이때 런던 기계공 학교에서 수업을 듣고 공부할 수 있었으며 로버트 오웬과 토마스 페인의 급진적 사회개조론자들의 정치사상을 접하였다.

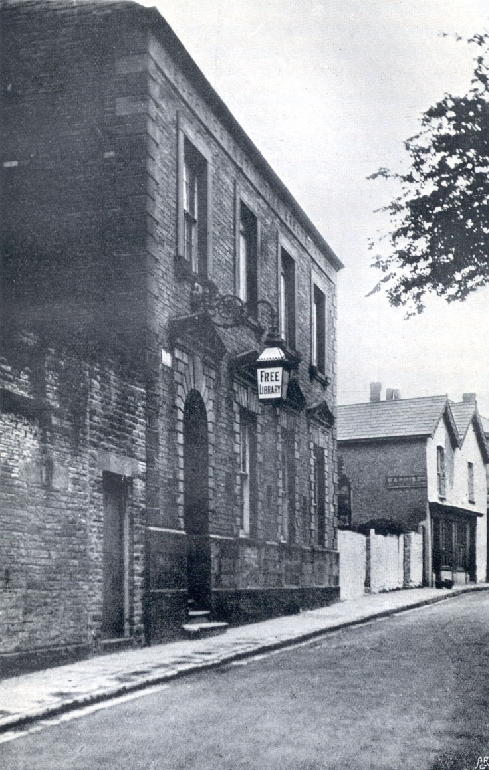
월리스의 동생 존이 설계한 집.

1837년 런던을 떠나면서 웰쉬 근처의 클린톤으로 이사하였고 1840년에서 1843년 사이에 서부 잉글랜드와 웨일즈의 측량일을 하였다. 불경기로 인해 측량일을 그만둔후에는 레이세스터의 대학에서 제도와 지도제작, 측량을 가르치는 일을 하였다. 그는 레이세스터 대학 도서관에서 많은 시간을 보내며 토마스 말서스의 <인구의 원리에 관한 에세이>같은 책들에 심취하였다. 여기서 훗날 곤충학자가 되는 헨리 베이츠를 만났는데 그는 당시 19세밖에 되지 않았지만 딱정벌레에 대한 논문을 동물학저널에 기고한 학자였다. 이들은 친구가 되었으며 함께 곤충을 수집하였다. 큰형인 윌니엄이 사망하자 형이 맡았던 교직과 니스의 회사를 물려받게 되었다. 몇 달 후 니스의 베일에 만들어지던 철도를 위한 측량일을 시작하였으며 많은 시간을 야외에서 일하게 되었는데 이때 곤충수집에 대한 열정을 다시 불러일으키게 되었다.

### 탐험의 시기
윌리엄 헨리 에드워드, 알렉산더 본 험볼트, 찰스 다윈같은 자연주의자들의 선구적인 탐험 여행의 기록들은 웰리스에게 새로운 세계로 여행을 꿈꾸게 하였으며 1848년 드디어 월리스와 헨리 베이츠는 '미스치프'호를 타고 브라질로 떠나게 되었다. 그들의 목적은 아마존강 밀림에서 곤충과 동물을 수집하고 분류하고자 하는 것이었으며 영국으로 돌아와 이를 수집가들에게 판매할 생각이었다. 그들은 특히 종의 돌연변이에 관련된 증거를 수집하길 바랐다. 처음 일 년동안은 베렘 오 파라 부근에서 보냈으며 이후 내륙지역을 탐험하였다. 1849년 다른 탐험가인 식물학자 리처드 스프루스, 월리스의 동생 허버트와 힘을 합쳤다. 이후 스프루스, 베이츠와 그는 10년을 남미에서 표본 수집 탐사를 하였다.
월리스는 계속해서 리오 네그로에서 4년을 표본수집과 지도제작, 원주민과 언어 등을 기록하였다. 1852년 7월 12일 '헬렌'호를 타고 영국으로 돌아가게 되었다. 그런데 배안에서 화재가 나 월리스는 모든 수집 표본을 잃어버리고 몇 점의 스케치와 일기만을 남길 수 있었다. 열흘 동안 표류한 뒤에야 구조될 수 있었다.
영국으로 돌아온 후에는 18개월 동안 보험금과 남은 물건들을 팔아 생활하는 어려움을 겪으면서도 <아마존의 원숭이에 대해>등 여섯편의 학술 논문과 <아마존 팜나무의 활용>과 <아마존 여행> 두 저서를 썼다. 이때 찰스 다윈등 다른 영국의 자연주의자들과의 교류를 하게 되었다.
1854년에서 1862년 사이에 월리스는 말라이 군도와 동 인도 (현재의 말레이시아와 인도네시아)를 여행하고 판매를 위한 표본수집과 자연 연구를 한다. 이 군도 지역에서 특정 해협을 사이에 두고 동물학적인 차이가 크게 나는 것을 발견하였고 이후 월리스선이라고 알려지게 되었다. 이때 12만5천 종의 표본을 수집하였고(8만 종의 딱정벌레류 포함) 이중 천여 종은 학계에 보고되지 않은 새로운 종(種)이었다. 이때 보고된 새로운 종에는 날개구리(Rhacophorus nigropalmatus) 같은 동물이 있다. 그는 이러한 탐사를 통해 자연선택과 진화에 대한 생각을 정리할 수 있었다.
그의 연구와 탐험은 1869년에 말라이 군도라는 책으로 펼쳐냈으며 이 책은 19세기의 과학적 탐험을 다룬 책중 가장 잘알려진 책이 되었으며 현재까지도 출판되고 있다.

### 영국으로 귀환
1862년에 귀국한 뒤 그는 여동생집에서 같이 살며 원기를 회복하고 그의 수집품들을 정리하였다. 그가 겪은 모험과 탐험에 대해 많은 강연 활동을 하였으며 찰스 다윈, 찰스 리엘, 허버트 스펜서 같은 사람들과 친분을 쌓게 되었다. 1860년대 동안 그는 자연선택을 옹호하고 성선택, 경고색등에 다양한 진화에 대한 글을 기고 하고 강연을 하였다. 1865년부터는 심령술에 관심을 가지게 되었다. 1866년에 애니 미튼과 결혼하였으며 이후 세 자녀를 두었다. 그리고 그 뒤인 1868년, 애니 미튼은 알코올 중독으로 위암판정을 받고 5년뒤 사망했다.

### 노년
그는 수집품들을 판매하여 꽤 많은 돈을 벌었으나 철도와 광산에 투자한 것이 잘못되어 투자한 돈을 날리게 된다. 그러는 동안 리엘과 다윈의 도움으로 1872년부터 1876년사이에 25편의 논문을 쓸 수 있었다. 1881년에서야 다윈의 도움으로 과학발전에 기여한 공로를 국가로부터 인정받아 연200파운드의 연금을 받아 생활이 안정되었다.
1913년 11월 7일 올드 오챠드의 시골집에서 90세에 사망하였다. 뉴욕타임즈에서는 그를 "새로운 세기의 생각을 일깨운 진화와 혁명을 이룬 담대한 발견을 이룩한 다윈, 헉슬리, 스펜서, 이엘, 오웬과 함께한 지성인들의 집단에 소속한 마지막 거인이었다."라고 불렀다. 그는 도셋, 브로드스톤의 작은 묘지에 묻혔다.
음모론
1858년 다윈은 인도네시아 터네이트(Ternate) 섬에 살던 월리스의 편지를 받게 되는데, 편지에는 월리스가 연구한 진화론에 대한 내용이 적혀 있었으며 지질학자 찰스 라이엘(Charles Lyell)에게 전해 달라는 부탁을 하기 위해서였다. 다윈을 비난하는 사람들은 다윈이 편지를 받은 날짜를 속이며 2주간 편지를 보관하고 있으면서 월리스의 연구 결과를 검토하고 변경하여 자신의 이론인 것처럼 만들었다는 것이다. 2008년 로이 데이비스(Roy Davies)가 집필하고 BBC가 출간한 ‘다윈의 음모: 과학적 음모의 기원(The Darwin Conspiracy: Origins of a Scientific Crime)’이라는 책을 통해 다윈에 대한 지금껏 가장 극단적인 고발이 제기되었다. 책의 한 소절을 인용하면 “터네이트에서 월리스가 쓴 편지를 다윈이 표절하였으며, 이것은 다분히 고의적이며 대단히 부당한 처사로 지능적 절도, 기만, 거짓말이다.”라고 적혀있다.

## 서훈
- 1908년 오더 오브 메리트(Order of Merit, OM)